# 山口博司
山口 博司（やまぐち ひろし、1973年 - ）は、藤田医科大学病院 放射線部 セラノスティクスセンター所属。博士（工学）。職位は教授（セラノスティクスセンター副センター長）。
主な研究分野は、核医学、有機合成化学、構造生物学、医薬品学。

## 所属学会
- 日本核医学会
- 日本薬学会
- 日本分子生物学会
- 日本ペプチド学会
- Society of Radiopharmaceutical Sciences
- European Association of Nuclear Medicine
- 日本分子イメージング学会
- 日本放射線安全管理学会

## 著書
- 『フッ素の特性が織りなす分子変換・材料化学』Chapter PETイメージング剤の開発と臨床応用（分担節単著）（化学同人、2023年）、ISBN 978-4-75981-407-1
- 『Perfluoroalkyl Substances: Synthesis, Applications, Challenges and Regulations』 Chapter  Fluorine in Medicine（国際共著）（Royal Society of Chemistry、2022年）、Print ISBN 978-1-83916-568-9／ePub eISBN 978-1-83916-760-7
- 『フッ素系材料とケイ素系材料の技術と市場（Fluorine-based Material and Silicon-based Material - Technology and Application -）』 第２章 医療に用いられるフッ素（分担章共著）（シーエムシー出版、2021年）、ISBN 978-4-7813-1627-7
- 『有機フッ素化合物の最新動向（Recent Trends in Synthesis and Application of Fluoroorganic Materials）』 第２章 医農薬分野への応用　第２節 ＰＥＴ用診断薬の合成ならびにその応用（分担節単著）（シーエムシー出版、2018年）、ISBN 978-4-7813-1337-5
- 『Simulated Annealing Introduction, Applications and Theory』 Chapter 2 Use of simulated annealing for biophysical analyses of biological macromolecular systems（国際共著）（Nova Science Publishers、2018年）、ISBN 978-1-53613-674-6